# 小黨
小黨，或稱迷你政黨，泛指規模小的政黨。它們通常在國會內僅佔有少數、甚至毫無席次。

## 各國情形

### 美國
美國由於長期確立了共和黨及民主黨輪流執政的兩黨制，因此除此兩黨外的第三党通常被視為小黨。在美國第三黨中，選舉表現最好的一次為1968年的總統選舉，美國獨立黨拿下五州、共46張選舉人票。

### 英國
因為大黨一詞被英國通信管理局定義為名聲和影響力大於小黨後,一個政黨是否被視為大黨時常能引起熱烈討論,因為具有地緣的許多政黨可能變成一國之中的大黨。
例如:英國小黨為英格蘭與威爾斯官方的大黨,但在蘇格蘭卻是小黨、在北愛爾蘭地區,沒有英國本土的政黨被視為大黨。
一個小黨也可以再被布列顛選舉委員會認證可後，有在英格蘭跟威爾斯參選教區或委員的選舉權力。這類的團體相較於一般政黨，有較少的報告，財務，以及管理層面的要求。

### 中華民國 （臺灣）
中華民國現行選舉法規指出，在大選中需獲得5%以上政黨票者始能在立法院配得議席。而擁有議席之政黨至少要有3席方能組成黨團。因此未能在立法院中擁有黨團或取得席次者在臺灣通常被視為小黨。
在戒嚴時期，中國青年黨及中國民主社會黨雖被定位為兩大「合法」在野黨，但由於過度依附於中國國民黨又受其控制分化，導致失去在野黨機能，實為衛星黨，也是當時的「小黨」。
目前台灣較符合以上定義的小黨，最具代表性有台湾民众党、時代力量（在立法院擁有席次且有黨團運作，且在地方縣市議會有席次）亲民党、綠黨、社會民主黨（未擁有立法院席次，僅在地方縣市議會有席次）、台灣基進（未擁有立法院席次）等。其餘參見中華民國政黨列表。
英國
在英國首次使用該職位意味著在戰後時代，只有兩個政黨在議會中佔多數：保守黨和工黨。然而，強大的地方派運動以及政黨在政治光譜的中心或極端邊緣投票的可能性，意味著小黨派在英國政治中仍然扮演著日益重要的角色。
自由民主黨及社會民主黨的前身-自由聯盟和自由黨（在工黨崛起之前主要反對保守黨，在1859年至1918年間六次組建政府）已經獲得了大量席位，偶爾也會成為可影響重要職位人事任命的政黨（例如在自由黨-工黨協議和2010-2015與保守黨聯盟的期間），而有時也會被歸類為主要政黨。
蘇格蘭民族黨的民族主義者和威爾斯黨在他們的家鄉擁有相當數量的席位，蘇格蘭民族黨在2015年英國大選中控制了59個蘇格蘭威斯敏斯特選區之席位中的56個席位，並且每個北愛爾蘭席位都由一個地區黨派舉行 - 共和黨新芬黨和社會民主工黨，或愛爾蘭聯合主義者厄爾斯特聯盟黨和民主聯盟黨。截至2019年，綠黨佔據一席，英國獨立黨是歐洲議會中最大的英國黨，儘管下議院沒有席位。